# Ley de neutralidad en la red (Chile)
La Ley 20.453, conocida como «Ley de neutralidad en la red», es una ley chilena, promulgada el 18 de agosto de 2010, que consagra el principio de neutralidad en la red, siendo la primera legislación en el mundo referida a dicho principio.
Esta ley modificó la Ley General de Telecomunicaciones, agregando tres artículos —24 H, 24 I y 24 J— que establecen derechos para los usuarios de Internet y obligaciones para los proveedores de servicios de Internet, además de otorgar potestades a la Subsecretaría de Telecomunicaciones (Subtel) para sancionar las infracciones a sus disposiciones.
La ley se complementó con un reglamento, promulgado en el decreto 368 del 15 de diciembre de 2010.

## Historia
La ley se generó en una moción parlamentaria del 20 de marzo de 2007 —Boletín N° 4915-19— presentada por los diputados Gonzalo Arenas, Marcelo Díaz, Enrique Estay, Alejandro García-Huidobro, Patricio Hales, Javier Hernández, Tucapel Jiménez, Carlos Recondo y Felipe Ward. La propuesta pretendía agregar tres artículos a la Ley N.º 19.496 sobre Protección al Consumidor. Un informe de la Comisión de Ciencias y Tecnología de la Cámara de Diputados, previa consulta al entonces subsecretario de Telecomunicaciones, Pablo Bello, además de representantes de la sociedad civil (entre ellos, a la iniciativa Neutralidad Si, promotora del proyecto), recomendó incluir dichos artículos en la Ley General de Telecomunicaciones.
El proyecto de ley fue aprobado por la Cámara por 66 votos, 0 votos en contra y 2 abstenciones, en votación del 11 de octubre de 2007. El 11 de noviembre fue despachada al Senado, pasando por la Comisión de Transportes y Telecomunicaciones, la cual recibió a los actores interesados, entre ellos, miembros de la industria de las telecomunicaciones, y presentó su proyecto modificado el 3 de abril de 2008. La sala del Senado aprobó el proyecto el 30 de abril de ese mismo año por 30 votos a favor y una abstención.
Posteriormente, en junio de 2008, el proyecto recibió indicaciones por parte de la presidenta de la República Michelle Bachelet, y pasó por las Comisiones de Economía y Transportes. El proyecto retornó a la Cámara de Diputados, que lo aprobó el 13 de junio de 2010, por 99 votos a favor, 0 en contra y una abstención. El proyecto fue oficiado al presidente Sebastián Piñera, quien lo promulgó el 18 de agosto de 2010 y fue publicado en el Diario Oficial el 26 del mismo mes.

## Contenido
| Artículo | Resumen |
| -------- | --- |
| 24 H     | - Se definen los proveedores de servicios de Internet (ISP), como «toda persona natural o jurídica que preste servicios comerciales de conectividad entre los usuarios o sus redes e Internet». - Se establece la prohibición de bloqueo, interferencia, discriminación, entorpecimiento y restricción arbitrarios a las actividades de los usuarios de Internet. Los ISP podrán tomar las medidas necesarias para la gestión de tráfico y administración de red, y deberán cuidar la privacidad de los usuarios, la protección contra virus y la seguridad de la red. - Se prohíbe la limitación de la incorporación o uso «de cualquier clase de instrumentos, dispositivos o aparatos en la red», mientras sean legales y no dañen la red. - Se establece la obligación de ofrecer controles parentales. - Se establece la obligación de «publicar en su sitio web, toda la información relativa a las características del acceso a Internet ofrecido, su velocidad, calidad del enlace, diferenciando entre las conexiones nacionales e internacionales, así como la naturaleza y garantías del servicio». |
| 24 I     | Otorga al Ministerio de Transportes y Telecomunicaciones, por medio de la Subtel, la potestad de sancionar las infracciones a las obligaciones legales o reglamentarias a la neutralidad de red cometidos por los concesionarios de servicio público de telecomunicaciones y los ISP. |
| 24 J     | Establece un reglamento para fijar la información que los ISP deben publicar en sus páginas web y las acciones que serán consideradas prácticas restrictivas a los servicios de Internet. |